# Mesoamerikanske pyramider
En del forhistoriske mesoamerikanske kulturer har bygget pyramideformede strukturer.
Disse var sædvanligvis trinpyramider, med templer på toppen og de ligner mere mesopotamiens ziggurater end de ægyptiske pyramider. Der er mange pyramider i mesoamerika, f.eks. i Teotihuacán, Monte Albán og Uxmal i Mexico.
Den største pyramide i verden målt på rumfang er den store pyramide ved Cholula i Puebla, Mexico. Dens grundflade er 450*450 meter. Den er 66 meter høj.

## Galleri
- Chichen Itza pyramiden.
- Pyramiden i Uxmal.
- Verdens største pyramide ligger i Mexico. Dens grundflade er 450*450 meter. Den er 66 meter høj.
- Templet i Palenque.